# Suzanápolis (ort)
Suzanápolis är en ort i Brasilien.   Den ligger i kommunen Suzanápolis och delstaten São Paulo, i den södra delen av landet, 600 km sydväst om huvudstaden Brasília. Suzanápolis ligger 350 meter över havet och antalet invånare är 3 383.
Terrängen runt Suzanápolis är platt. Närmaste större samhälle är Pereira Barreto, 17,6 km sydväst om Suzanápolis.
Omgivningarna runt Suzanápolis är huvudsakligen savann. Runt Suzanápolis är det glesbefolkat, med 18 invånare per kvadratkilometer.